# 夢と狂気の王国
『夢と狂気の王国』（ゆめときょうきのおうこく）は、2013年11月16日に公開された日本のドキュメンタリー映画。
日本のアニメスタジオであるスタジオジブリを題材にしたノンフィクション作品であり、東京都小金井市のスタジオジブリ本社を主な舞台とし、アニメーション監督の宮崎駿とプロデューサーの鈴木敏夫を中心に、スタジオジブリにおけるさまざまな人間模様を描いている。

## 概要
製作はドワンゴ、配給は東宝が担当する。砂田麻美が脚本と監督を務め、ドワンゴ会長でありスタジオジブリにも所属する川上量生がプロデューサーを務めている。
公開記念イベントとして、特別トークイベント「『風立ちぬ』『かぐや姫の物語』以降の日本のアニメの未来」を開催。プロダクションI.Gの石井朋彦、スタジオ地図の齋藤優一郎、そして『夢と狂気の王国』のプロデューサー川上量生が参加した
。
撮影は2012年秋から行われ、『風立ちぬ』制作の模様も描かれている。『かぐや姫の物語』の制作現場が出てこない理由について、プロデューサーの川上は「ドキュメンタリーを撮っている最中に高畑監督に怒られたから」だと述べている。このほか、過去にジブリ関係者を撮影したドキュメンタリー映像や写真も途中に挿入されている。

本作は主に宮崎の『風立ちぬ』制作を描く。本作の終わりのほうで2013年9月6日の引退会見の前後の様子が描かれる。

## 作中に登場する人物
- 宮崎駿 - スタジオジブリの映画監督。
- 鈴木敏夫 - スタジオジブリのプロデューサー。
- 西村義明 - スタジオジブリのプロデューサー。
- 奥田誠治 - 日本テレビのプロデューサー。
- 庵野秀明 - 本作では『風立ちぬ』の主演声優として登場。
- 宮崎吾朗 - スタジオジブリの映画監督。宮崎駿の息子。
- 高畑勲 - スタジオジブリの映画監督。

## スタッフ
- 脚本・監督：砂田麻美
- プロデューサー：川上量生
- 製作：ドワンゴ
- 音楽：高木正勝
- 協力：スタジオジブリ
- 制作：エネット
- 配給：東宝
- ポスターのレイアウト：宮崎駿
- ポスターの写真：Nicolas Guérin
- ポスターの画：吉田昇